# Ragbi sedam na OI 2016.
Ragbi sedam na OI 2016. u Rio de Janeiru održavao se od 6. do 11. kolovoza na Deodoro stadionu.  Zadnji puta jedan od tipova ragbija bio je na olimpijskim igrama 1924. godine u Parizu. 

## Muškarci
| skupina A                          | skupina B                                   | skupina C                                               |
| ---------------------------------- | ------------------------------------------- | ------------------------------------------------------- |
| - Fidži - SAD - Argentina - Brazil | - JAR - Australija - Francuska - Španjolska | - Novi Zeland - Ujedinjeno Kraljevstvo - Kenija - Japan |

## Žene
| skupina A                              | skupina B                                       | skupina C                                          |
| -------------------------------------- | ----------------------------------------------- | -------------------------------------------------- |
| - Australija - SAD - Fidži - Kolumbija | - Novi Zeland - Francuska - Španjolska - Kenija | - Kanada - Ujedinjeno Kraljevstvo - Brazil - Japan |

## Osvajači medalja
| Kategorija | Zlato      | Srebro                 | Bronca |
| Muškarci   | Fidži      | Ujedinjeno Kraljevstvo | JAR    |
| Žene       | Australija | Novi Zeland            | Kanada |

## Vanjske poveznice
- Rugbi sedam na OI 2016. službena stranica  Arhivirana inačica izvorne stranice od 30. studenoga 2016. (Wayback Machine)